# 兴隆镇 (镇巴县)
兴隆镇，是中华人民共和国陕西省汉中市镇巴县下辖的一个乡镇级行政单位。

## 行政区划
兴隆镇下辖以下地区：
黄河村、青狮沟村、健全村、大深沟村、安坪村、何家梁村、竹林湾村、火焰溪村、大河村、殷家沟村、灵济村、黑水塘村、茅坪村、水田坝村、西山村和竹园村。